# With Frank Butler and Jimmy Bond
| Recensione | Giudizio |
| ---------- | -------- |
| AllMusic   |          |

With Frank Butler and Jimmy Bond è un album del pianista jazz statunitense Elmo Hope, pubblicato dall'etichetta discografica HiFi Records nel 1960.

## Tracce

### LP
Lato A
Musiche di Elmo Hope.
1. B's A-Plenty – 5:42
2. Barfly – 6:15
3. Eejah – 3:52
4. Boa – 5:58

Lato B
Musiche di Elmo Hope, eccetto dove indicato.
1. Something for Kenny – 6:25
2. Like Someone in Love – 7:28 (testo: Johnny Burke – musica: Jimmy Van Heusen)
3. Minor Bertha – 4:46
4. Tranquility – 2:57

## Formazione
Elmo Hope Trio
- Elmo Hope – piano
- Jimmy Bond – contrabbasso
- Frank Butler – batteria

Note aggiuntive
- David Axelrod – produttore
- Registrazioni effettuate l'8 febbraio 1959 al Radio Recorders Studio B di Los Angeles, California (Stati Uniti)
- Mort Fega – note retrocopertina album originale[2][3]